# Breitenweg (Bergisch Gladbach)
Breitenweg ist ein Ortsteil im Stadtteil Herrenstrunden von Bergisch Gladbach südlich vom Asselborner Hof. Die Ortslage ist über das Hombachtal an die überortlichen Straßen angeschlossen.

## Geschichte
Die Ortschaft liegt an der gleichnamigen Straße, die mit dem alten Verkehrsweg von Herrenstrunden nach Hombach identisch ist. Der Name rührt von der Gewannenbezeichnung „Am obersten breiten Weg“ und „Am untersten breiten Weg“ aus dem Urkataster her.
Der Ort ist auf der Topographischen Aufnahme der Rheinlande von 1824 ohne Namen und auf der Preußischen Uraufnahme von 1840 als Oberster Breitenweg und Unterster Breitenweg verzeichnet. Ab der Preußischen Neuaufnahme von 1892 ist er auf Messtischblättern regelmäßig als Breitenweg verzeichnet.

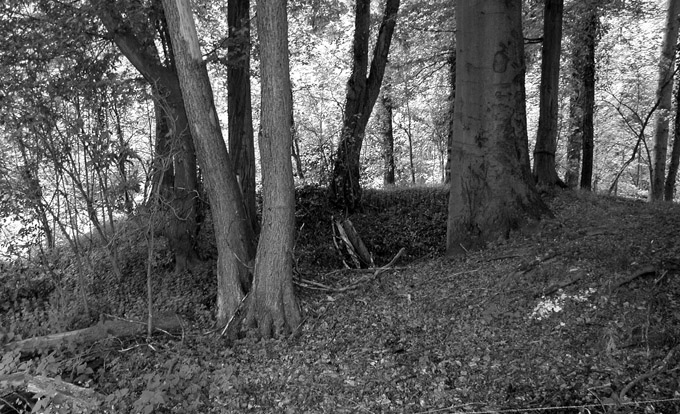
Pinge des Luftschachtes

## Bergbau
Rund 300 m nordöstlich von Breitenweg und ungefähr 300 m westlich von Bech lag in einem nach Nordwesten abfallenden Hang die Grube Wilhelminenzeche. Von ihr sieht man hier noch eine Pinge des Luftschachtes, den man zur Bewetterung des darunter liegenden Wilhelminen-Stollens abgeteuft hatte. Es handelt sich um ein eingetragenes Bodendenkmal.